# Дашдоржийн Нацагдорж
Боржигин Дашдоржийн Нацагдорж (монг. Боржигин Дашдоржийн Нацагдорж; 17 ноября 1906, сомон Баяндэлгэр, Центральный аймак — 13 июня 1937, Улан-Батор) — монгольский прозаик, поэт и общественный деятель, один из основоположников современной монгольской литературы.

## Биография
Дашдоржийн Нацагдорж родился 17 ноября 1906 года в районе озера Гун Галуутай, в Дархан-чинванском хошууне Тушэту-ханского аймака Внешней Монголии (ныне сомон Баяндэлгэр Центрального аймака) в обедневшей княжеской семье (хохь тайджи). Начальное образование, как многие в то время Д.Нацагдорж получил у домашнего наставника; с 10 лет вёл собственный дневник. После национальной революции 1911 года Д.Нацагдорж работал писарем в военном министерстве правительства Богдо-гэгэна VIII.
В 1921 году Д.Нацагдорж поддержал народную революцию, и в следующем году вступил в Монгольскую народную партию. В 1924 году на III Съезде МНРП избирался кандидатом в члены Президиума ЦК партии.
В 1925 году Нацагдорж был направлен в ленинградский Институт нацменьшинств, где он за один год овладел русским языком, познакомился с русской и советской литературой, посещал театры и музеи. С 1926 года обучался в Берлине в Институте журналистики, серьёзно изучал немецкий язык и историю. В 1929 году Д.Нацагдорж вернулся в Монголию и выступил одним из создателей первого литературного объединения, преобразованного позже в Союз писателей Монголии.
На монгольский язык с немецкого он перевёл Ги де Мопассана, Эдгара По, рассказы Джека Лондона и сказки из книги «Тысяча и одна ночь». Д.Нацагдорж был первым переводчиком произведений А. С. Пушкина на монгольский язык. Им переведены стихи «Анчар», «Ворон к ворону летит», «Земля и море», «Узник», «Пробуждение», «Зимняя дорога» и повести «Выстрел», «Пиковая дама». Валентин Катаев назвал его «монгольским Пушкиным».
Начиная с 1930 года Нацагдорж постепенно разочаровывается в господствовавшей в стране идеологии. Он был арестован за идейные взгляды в 1932 году, однако в том же году освобождён. Умер 13 июня 1937 года в возрасте 30 лет.

## Творчество

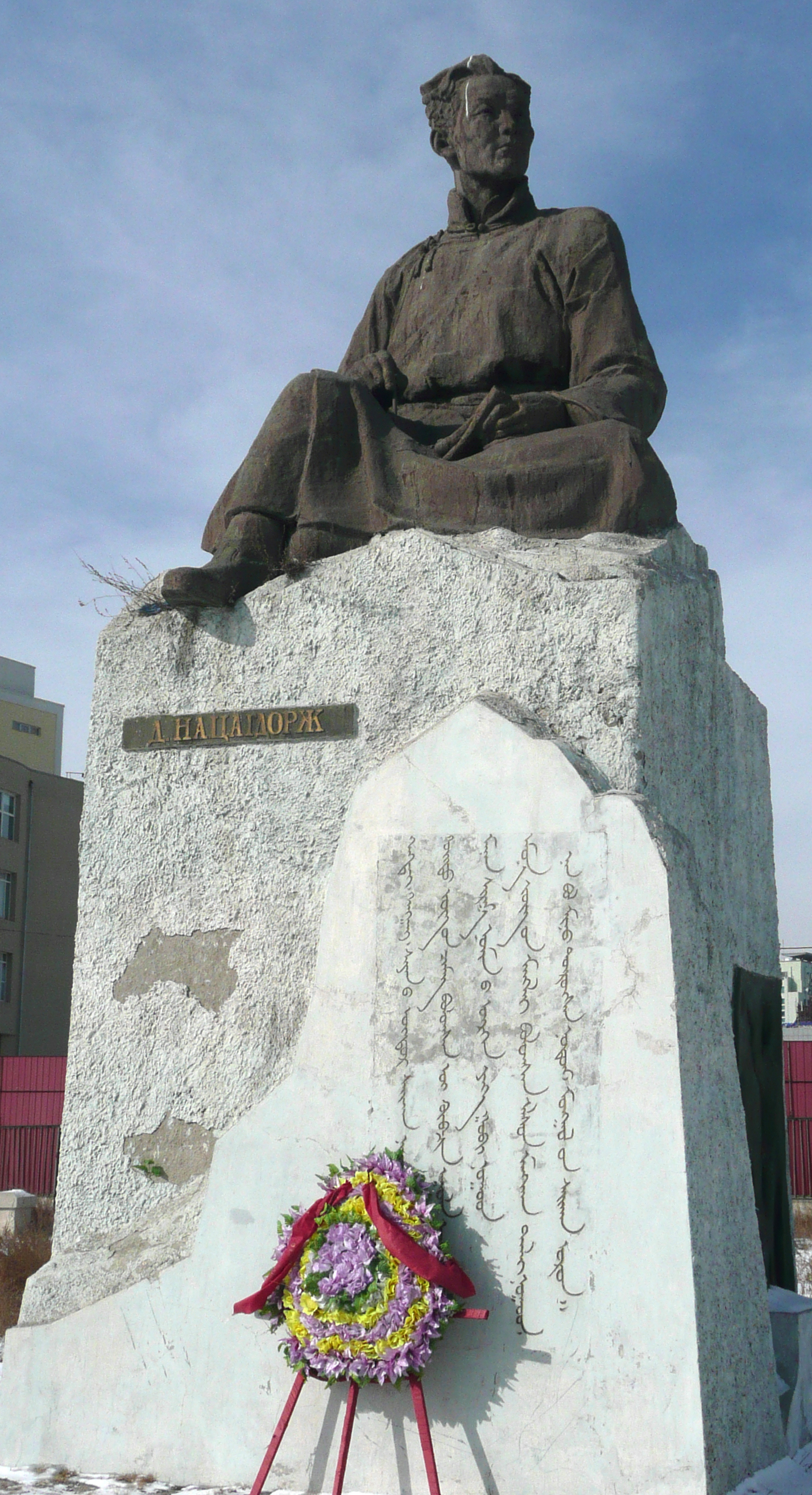
Памятник Д.Нацагдоржу в центре г. Улан-Батора

Творческое наследие Д.Нацагдоржа — около 100 стихотворений, рассказы, повести, пьесы, которые в основном были опубликованы после его смерти. Первый сборник его трудов «Избранное» (1945) составлен известным монгольским писателем Ц. Дамдинсурэном. Следующая книга, «Сборник сочинений» (1955), была подготовлена филологом Б. Содномом и содержит 94 произведения автора и 5 переведённых им стихотворений. Драма «У трёх холмов» (или «Три печальных холма», монг. Учиртай гурван толгой), положенная на музыку Б. Дамдинсурэна и Б. Смирнова при участии Д. Намдага, стала одной из первых монгольских опер.

### Известные сочинения
- Алс газар сурахаар явагч (Учёба за границей, 1927)
- Миний нутаг (Моя родина, 1930—1933)
- Миний хэнз хурга (Мой миленький ягнёнок, 1930)
- Харанхуй хад (Тёмная скала, 1930)
- Шувуун саарал (1930)
- Ламбагуайн нулимс (Слёзы ламы, 1931)
- Нойрын дунд (Во сне) (1931)
- Хөдөө талын үзэсгэлэн (Степная красота, 1931)
- Хуучин хүү (Старый ребёнок, 1934)
- Соёлыг гайхав (1934)
- Монголын үрс олон болтугай (Да будет многочисленно монгольское потомство!, 1934)
- Адууны манаанд (1934)
- Үзэгдээгүй юм (Невиданное, 1935)
- Хайран охин (Любимая дочь, 1935)
- Миний ээж (Моя мама, 1935)
- Ертөнцийн гурван гайхамшиг (Три чуда света, 1935)
- Өргүй бол баян өвчингүй бол жаргалан (Без долгов — богат, без болезней — счастлив) (1935)
- Эрүүл явбал улсын наадмыг үзнэ (1935)

### Русские издания
- Дашдоржийн Нацагдорж. Избранное, М., 1956
- К солнцу! Стихи монгольских поэтов, М., 1969.

## Признание

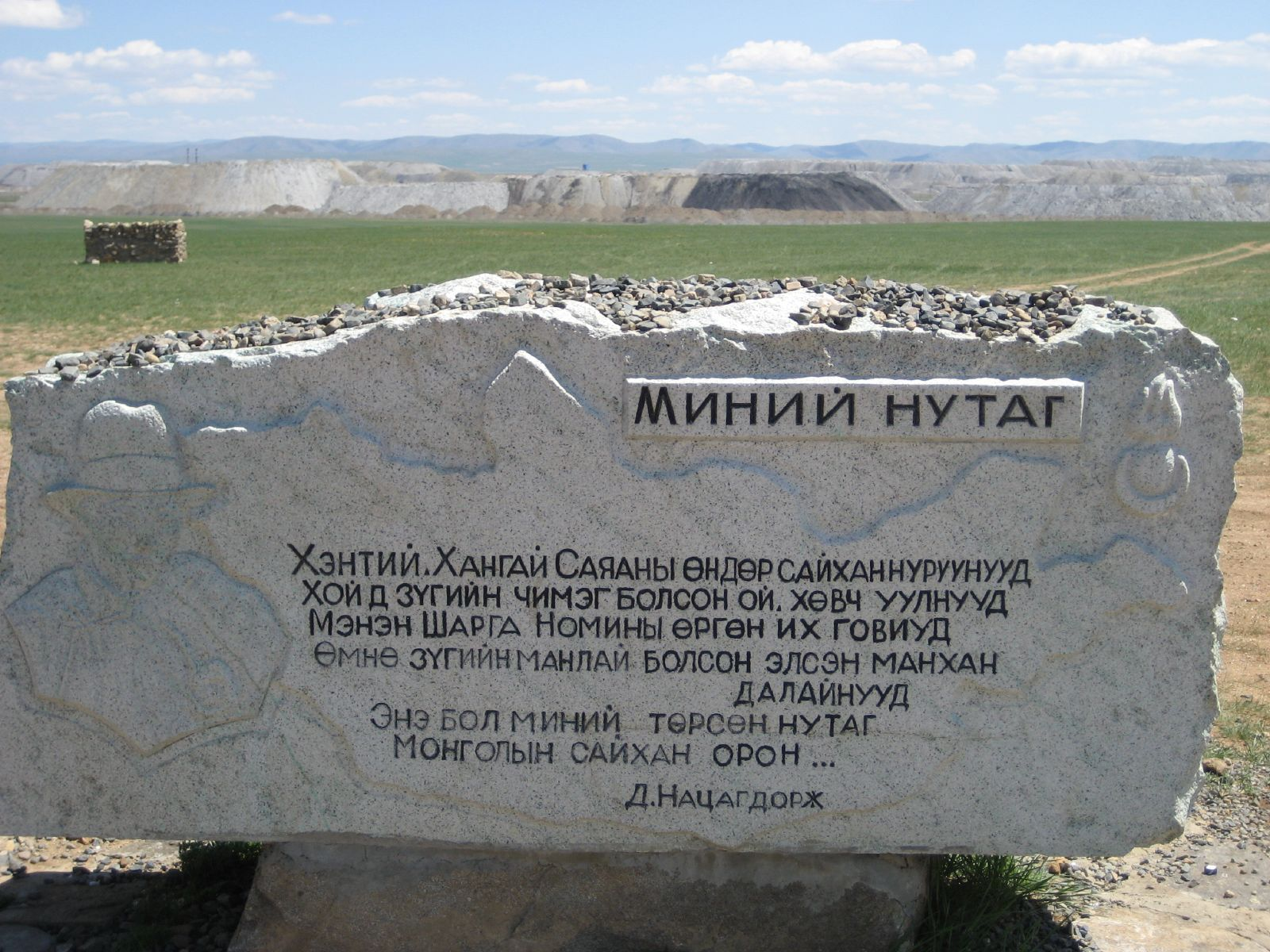
Мемориальный камень в честь Д.Нацагдоржа

- В 1963 году в центре Улан-Батора был установлен памятник Нацагдоржу по эскизу Л. Махвала, который с начала 1970-х годов по 2013 год находился в пределах Парка культуры и отдыха, а в настоящее время перенесён в сквер перед гостиницей «Улан-Батор».
- В 1966 в МНР была учреждена высшая литературная премия имени Д.Нацагдоржа.
- По инициативе Союза монгольских писателей в 1981 году на месте, где родился Д.Нацагдорж, был установлен мемориальный камень с фрагментом его стихотворения «Моя родина»[3].
- В Улан-Баторе был открыт мемориальный музей Д.Нацагдоржа.
- Государственный оперный театр Улан-Батора каждый сезон по традиции завершает известной драмой Д.Нацагдоржа «У трёх холмов».